# Милерспорт (Охајо)
Милерспорт (енгл. Millersport) град је у америчкој савезној држави Охајо.

## Демографија
По попису из 2010. године број становника је 1.044, што је 81 (8,4%) становника више него 2000. године.
| Група             | 2000.       | 2010.         |
| Белци             | 946 (98,2%) | 1.016 (97,3%) |
| Афроамериканци    | 0 (0,0%)    | 4 (0,4%)      |
| Азијати           | 0 (0,0%)    | 0 (0,0%)      |
| Хиспаноамериканци | 7 (0,7%)    | 11 (1,1%)     |
| Укупно            | 963         | 1.044         |